# Étalonneur
Pour les articles homonymes, voir Étalonnage.
L'étalonneur ou étalonneuse au féminin est un technicien de la postproduction audiovisuelle qui intervient après le montage afin de procéder à l'étalonnage. Il peut aussi effectuer, après le tournage, un pré-étalonnage des rushes pour fournir une image correctement lisible aux autres étapes de la postproduction.

## Étalonnage photochimique
Lors d'un tournage réalisé de façon traditionnelle sur pellicule photosensible, il est chargé d'étalonner les épreuves ou premier positifs, d'après les prises de vue envoyées au laboratoire pour développement et tirage. L'étalonnage consiste à doser les quantités de lumière rouge, vert et bleu de la tireuse à lumières additives qui vont traverser le négatif, afin d'avoir un rendu équilibré dans l'espace sensitométrique et colorimétrique de la pellicule positive lors du tirage. Sans intermédiaires supplémentaires (masques) ni traitement particulier, seuls l'équilibre colorimétrique et la densité du positif peuvent être contrôlés.
Ces épreuves sont ensuite montées de façon traditionnelle grâce à une table de montage, ou virtuelle après un télécinéma.
Après le montage et la conformation, l'étalonneur dispose d'un montage négatif du film. Il étalonne en tirant des copies positives dont les séquences raccordent en termes de luminosité et de colorimétrie, et ce en leur sein, ainsi qu'entre elles. Cet étalonnage se fait normalement en accord avec le chef opérateur et le réalisateur. Les images positives obtenues directement à partir du montage des négatifs issus du tournage sont appelés «copies de prestige». Elles sont nécessairement tirées en nombre limité. Le tirage des copies de série nécessite dans la plupart des cas des intermédiaires, interpositifs et internégatifs.

## Étalonnage numérique
L'étalonnage numérique est réalisable dès lors que les rushs ont été scannés ou sont lus en direct en télécinéma. À l'aide d'une station de travail informatisée et de logiciels d'étalonnage spécifiques, l'étalonneur fera varier les paramètres de contraste, saturation et de teinte. L'utilisation d'une surface de contrôle est souvent nécessaire pour une plus grande précision d'action. L'étalonneur numérique a à sa disposition de nombreux outils afin de contrôler son image : masques, sélecteurs de couleurs, variation dynamique des valeurs d'étalonnage, etc. Des outils devenus plus économiques et permettant un gain de temps en comparaison avec l'étalonnage photochimique. 